# بيني لي سنكلير
بيني لي سنكلير (بالإنجليزية: Bennie Lee Sinclair)‏ هي كاتِبة وشاعرة أمريكية، ولدت في 15 أبريل 1939 في غرينفيل في الولايات المتحدة، وتوفي بنفس المكان في 22 مايو 2000.